# Israel Puerto
Israel Puerto Pineda (ur. 15 czerwca 1993 w El Viso del Alcor) – hiszpański piłkarz występujący na pozycji obrońcy. Wychowanek Sevilli, w swojej karierze grał także w takich klubach, jak Villarreal, Lugo, Racing Santander, Mirandés, Recreativo, Śląsk Wrocław oraz Jagiellonia Białystok. Były młodzieżowy reprezentant Hiszpanii.